# 5706 (année hébraïque)
5706 (hébreu : ה'תש"ו , abbr. : תש"ו) est une année hébraïque qui a commencé à la veille au soir du 8 septembre 1945 et s'est finie le 25 septembre 1946. Cette année a compté 383 jours. Ce fut une année embolismique dans le cycle métonique, avec deux mois de Adar - Adar I et Adar II. Ce fut la première année depuis la dernière année de chemitta.

## Calendrier
Ce calendrier hébraïque de l'année 5706 donne les correspondances avec les dates du calendrier grégorien.
Le premier nombre dans chaque case correspond au jour du mois hébraïque. Les jours en couleurs sont des jours remarquables juifs .
| ◄◄ | 5706 | ►► |

## Événements
- Nuit des ponts
- Attentat de l'hôtel King David

## Naissances
- Ehud Olmert
- Zevulun Orlev
- Goldie Hawn
- Moshe Katsav
- Yonatan Netanyahou
- Daniel Libeskind

## Décès
- Yéhoshoua Henkin
- Gertrude Stein

5701 - 5702 - 5703 - 5704 - 5705 - 5706 - 5707 - 5708 - 5709 - 5710 - 5711